# 永宁桥
永宁桥位于中国江西省石城县高田镇岩岭管理区上柏村水口，是一座单孔石拱桥，桥上设廊。永宁桥建于清乾隆三年（1738年），同治五年（1866年）在桥上增建亭阁。桥身石砌，单孔，长34米，宽5.2米，拱跨10.6米，拱高4.4米。桥上廊阁共12间，左右各5间，为单层桥廊；中部两间为二层亭阁。2000年被列为江西省文物保护单位。